# Tatjana Dmitriejeva
Tatjana Borisovna Dmitriejeva (Russisch: Татьяна Борисовна Дмитриева, Ivanovo, 21 december 1951 – Moskou, 1 maart 2010) was een Russisch arts, psychiater en politica.
Dmitriejeva studeerde geneeskunde in Ivanovo en studeerde vervolgens verder voor psychiater. Ze doctoreerde in de psychopathie.
In 1976 begon ze haar loopbaan als medewerkster bij het openbaar wetenschappelijk centrum voor sociale en forensische psychiatrie, waar zij in 1990 directeur werd. Ze was sinds 1992 hoofd van de afdeling sociale en forensische psychiatrie van de academie voor geneeskunde in Moskou en sinds 1995 ondervoorzitter van de vereniging van psychiaters.
Dmitriejeva was van 1996 tot 1998 minister van volksgezondheid in de regering van Viktor Tsjernomyrdin. In 1999 werd ze verkozen in de Staatsdoema.